# Bockenheimer Landstraße 22

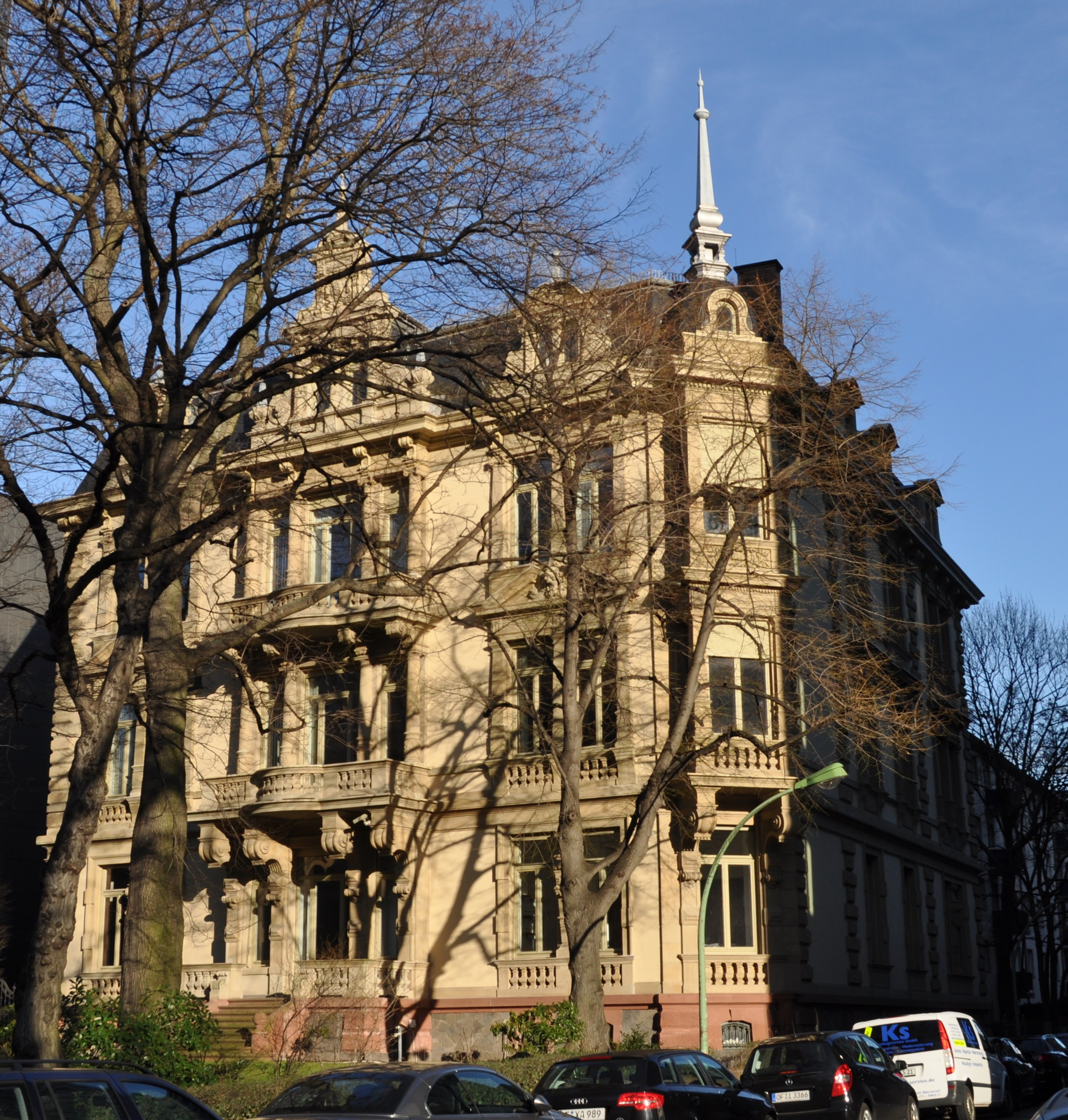
Bockenheimer Landstraße 22

Die Stadtvilla Bockenheimer Landstraße 22 ist ein unter Denkmalschutz stehendes großbürgerliches Gebäude in der Bockenheimer Landstraße auf der Ecke zur Unterlindau in Frankfurt am Main.

## Geschichte
Die Nordseite der Bockenheimer Landstraße war Anfang der 1880er Jahre mit großzügigen Villen bebaut gewesen. Einzige Ausnahme war das Gebiet des Zoo Frankfurt, der damals an der Ecke Bockenheimer Landstraße/Niedenau lag. Nach dem Umzug des Zoos an den heutigen Standort wurde die durch den Umzug entstandene Baulücke durch drei Gebäude nach Entwürfen von Dielmann (Hausnummer 28, abgerissen um 1960), F. Lönholdt (Hausnummer 26, abgerissen um 1960) und Eyssen gefüllt. Das einzige heute noch erhaltene der drei war das Gebäude Bockenheimer Landstraße 22.
Die Villa wurde im Stil der Neurenaissance nach Entwurf von Anton Eyssen mit reich gegliederten Fassaden 1886 für eine wohlhabende Kaufmannsfamilie gestaltet. Auf der westlichen Seite befinden sich zwei parallel nebeneinander verlaufende Treppenhäuser. Das erste herrschaftliche führt vom ersten bis in den dritten Stock und ist mit einer weitläufigen Treppe aus Carrara-Marmor ausgestattet. Dahinter befindet sich die Dienstbotenstiege, eine kleine schmale Stiege, die vom Keller bis zum Dachboden reicht. Die Zentrierung zur Bockenheimer Landstraße erfolgt über übergiebelten Axialrisalit, der in den drei herrschaftlichen Etagen die Fensterfront zu den großen Salons ausmacht. Daneben ist die Fassade reich an Schmuck. Zur Ecke zur Unterlindau befindet sich ein Eckerker, der zum Dachstuhl in einen Dachreiter übergeht.